# NGC 6073
NGC 6073 est une galaxie spirale située dans la constellation d'Hercule. Sa vitesse par rapport au fond diffus cosmologique est de 4 714 ± 6 km/s, ce qui correspond à une distance de Hubble de 69,5 ± 4,9 Mpc (∼227 millions d'al). NGC 6073 a été découverte par l'astronome germano-britannique William Herschel en 1784.
La classe de luminosité de NGC 6073 est III et elle présente une large raie HI.
À ce jour, douze mesures non basées sur le décalage vers le rouge (redshift) donnent une distance de 63,333 ± 4,986 Mpc (∼207 millions d'al), ce qui est à l'intérieur des valeurs de la distance de Hubble.

## Groupe de NGC 6052
Selon A. M. Garcia, NGC 6073 fait partie du groupe de NGC 6052. Ce groupe comprend au moins 13 membres. Les autres galaxies du groupe sont NGC 5975, NGC 6008, NGC 6020, NGC 6030, NGC 6032, NGC 6052, NGC 6060, IC 1132, CGCG 137-37, UGC 10127, UGC 10197 et UGC 10211.
NGC 6073 ainsi que le groupe de NGC 6052 font partie du superamas d'Hercule.